# Enrico Carpitelli
Enrico Carpitelli (Livorno, 20 agosto 1909 – ...) è stato un allenatore di calcio italiano.

## Carriera
Nel 1945-1946, guidò per sei giornate la Pro Livorno, nel Campionato Misto A-B, venendo poi sostituito da Ivo Fiorentini. Nel 1946-1947, invece, fu lui a sostituire lo stesso Fiorentini, conducendo la squadra alla salvezza in Serie A. Nel corso della stagione 1949-1950 ha allenato il Fucecchio in Serie C. Nel 1950-1951, Carpitelli fu in Serie C, dove allenò il Cagliari, guidando una squadra imbottita di giovani. Venne, poi, sostituito da Mariolino Congiu. Nel 1952-1953, tornò al Livorno; ma rassegnò le dimissioni perché la società non gli aveva fornito i rinforzi richiesti per puntare alla promozione e passò in Serie B a guidare la Salernitana, alla 18ª giornata, dopo l'esonero di Carlo Ceresoli. Si trovò a guidare una squadra molto vecchia, alla quale apportò dei cambiamenti, per chiudere dignitosamente il campionato. Allenò la Salernitana anche nelle due stagioni successive, sempre in Serie B, venendo però sostituito da Mario Saracino, dopo una sconfitta all'11ª giornata del campionato 1954-1955. Tornò, poi, alla Salernitana, nel 1957, per sostituire Paolo Todeschini, mancando la promozione in Serie B per un solo punto Venne confermato anche per la stagione successiva; ma, a causa dei cattivi risultati, venne esonerato per fare spazio di nuovo a Mario Saracino.
Diventò, poi, istruttore federale della FIGC presso il Centro Tecnico di Coverciano.